# Естонці в Україні
Естонці в Україні — національна меншина етнічних естонців, що проживають в Україні, складова частина естонської діаспори. Перші естонські поселення з'явилися на території України в 1860-х роках. За Всеукраїнським переписом населення 2001 року в Україні проживало 2868 естонців, здебільшого в Криму.

## Історія
Перші поселення естонців на території України з'явилися в Криму в 1860-х роках і були засновані послідовниками Югана Лейнберґа («пророка Мальцвета»), очільника нової течії лютеранства. Перші естонці-переселенці прибули в Перекоп у травні 1861 року. Тоді для естонців у Сімферопольському, Євпаторійському, Перекопському та Феодосійському повітах Таврійської губернії уряд Російської імперії виділив 36 тисяч десятин землі в 40 селах, зокрема в Джурчі (нині смт Первомайське), Замрук (нині село Берегове), Бурлюк (нині село Віліне, обидва Бахчисарайського району), Актачи-Кият (нині село Білоглинка Сімферопольського району), Кият-Орка (нині село Упорне Первомайського району). У селі Замрук у середині XIX століття було відкрито школу, до якої запросили вчителя з Естонії. Також було зведено молитовний будинок.

Меморіальна дошка естонському письменнику Едуарду Вільде в селі Береговому Бахчисарайського району

Наприкінці XIX — на початку XX століття естонці, які мешкали в селах Криму, почали виїжджати на заробітки в Сімферополь, Севастополь, Феодосію та Ялту.
За переписом населення 1897 року, на території України (без урахування Галичини, Буковини та Закарпатської України) проживало 2227 естонців, з них 1887 осіб — у сільській місцевості (62,9 %). Найбільше естонців (2210 осіб) мешкало в Таврійській губернії, за родом занять їх розподіл тут був таким: землеробство — 1482 особи, армійська служба — 140, приватне обслуговування — 123, виготовлення одягу — 44 особи. За іншими даними в українських губерніях за переписом 1897 року проживало 2747 естонців, з них 2210 осіб — у Таврійські губернії, 303 особи — у Херсонській, 71 особа — у Катеринославській.
Під час подій 1917—1921 років естонці воювали на території України в арміях різних сторін, зокрема в УГА та як естонські червоні стрільці в більшовицьких військових загонах. За переписом населення Києва 16 березня 1919 року в місті проживало 368 естонців (0,06 %). Після Першої світової війни та громадянської війни в Україні 1917—1921 років кількість естонського населення на території України зросла насамперед внаслідок міграцій військової та робочої сили. Водночас у зайнятій Польщею Західній Україні кількість естонців була незначною — за переписом Польщі 1921 року в чотирьох західноукраїнських губерніях проживало лише 22 естонці, майже всі у Волинській губернії (18 осіб).
У 1920 році було створено Естонську секцію (відділ) агітації та пропаганди при ЦК КП(б)У. Існувала подібна компартійна секція також в Одесі. У Харкові діяв естонський комітет, що будував свою діяльність на засадах національно-патріотичної ідеї. У маєтку Олексіївка, розташованому за 6 верств від Харкова, було засноване естонське «комуністичне господарство». Естонською мовою видавався тижневик «Новий лад». 1924/25 навчального року в Криму діяло 5 естонських шкіл першого ступеня (початкових), в яких навчався 131 учень. Навчання велося естонською мовою. Згідно з переписом СРСР 1926 року на території УРСР проживало 2011 естонців, з них 1127 чоловіків (56,04 %) та 884 жінок (43,96 %); 1502 особи (74,69 %) проживали в міських поселеннях, 509 осіб (25,31 %) — у сільських. У 1930 році у Криму в місцях компактного проживання естонців були створені національні сільради: у Сімферопольському районі — 2, Джанкойському — 1. У 1930-х роках багатьох естонців репресували органи НКВС за звинуваченнями в контрреволюційних змовах. За переписом СРСР 1939 року в УРСР проживало 2882 естонці, з них у міських поселеннях — 1544 особи (53,57 %), у сільських — 1338 осіб (46,43 %); найбільше у Київській області та Києві — 441 особа.
За переписом СРСР 1959 року кількість естонців в УРСР зросла й становила 4181 особу, що було пов'язано з входженням до складу республіки Кримської області. Між переписами населення 1959 і 1989 років чисельність естонців в Україні істотно не змінилася. При цьому вони були дисперсно розселені по Україні (чи не єдиний виняток — компактне проживання естонців у селі Краснодарка Красногвардійського району Кримської області, нині Автономна Республіка Крим). У містах проживало (1970, 1979 та 1989) відповідно 3729, 3414 і 3452 особи, або 81,6, 83,0 та 82,2 % українців естонського походження.
Згідно з переписом УРСР 1989 року чисельність естонців становила 4208 осіб, з них 1293 особи (30,73 %) вказали своєю рідною мовою естонську, 2755 осіб (65,47 %) — російську, 117 осіб (2,78 %) — українську, 22 особи (0,52 %) — татарську, 21 особа (0,5 %) — інші. За переписом 1989 року з 4208 естонців було 2269 жінок (53,92 %) та 1939 чоловіків (46,08 %); 3452 особи (82,03 %) проживали в міських поселеннях, 756 осіб (17,97 %) — у сільській.
У 1994 році в Києві засноване Українське естонське товариство, осередки якого з'явилися також у Харкові, Одесі та Львові. Естонське земляцтво видає газету «Krimmi eestlased».
За Всеукраїнським переписом населення 2001 року в Україні проживало 2868 естонців (0,005 % населення держави), найбільше — в Автономній Республіці Крим та Севастополі, де налічувалося 674 естонці (23,5 % усіх естонців України). За переписом 2001 року вказали естонську мову рідною 416 естонців України (14,5 %), російську — 2107 осіб (73,47 %), українську — 321 особа (11,19 %), інші — 13 осіб (0,45 %). Розподіл кількості естонців за регіонами України за переписом 2001 року:
| Регіон                    | Кількість, осіб | % усіх естонців України |
| ------------------------- | --------------- | ----------------------- |
| Автономна Республіка Крим | 612             | 21,34 %                 |
| Вінницька область         | 30              | 1,05 %                  |
| Волинська область         | 22              | 0,77 %                  |
| Дніпропетровська область  | 198             | 6,9 %                   |
| Донецька область          | 374             | 13,04 %                 |
| Житомирська область       | 49              | 1,7 %                   |
| Закарпатська область      | 36              | 1,26 %                  |
| Запорізька область        | 138             | 4,81 %                  |
| Івано-Франківська область | 17              | 0,59 %                  |
| Київська область          | 66              | 2,3 %                   |
| Кіровоградська область    | 41              | 1,43 %                  |
| Луганська область         | 154             | 5,37 %                  |
| Львівська область         | 77              | 2,68 %                  |
| Миколаївська область      | 89              | 3,1 %                   |
| Одеська область           | 160             | 5,58 %                  |
| Полтавська область        | 78              | 2,72 %                  |
| Рівненська область        | 20              | 0,7 %                   |
| Сумська область           | 28              | 0,98 %                  |
| Тернопільська область     | 20              | 0,7 %                   |
| Харківська область        | 215             | 7,5 %                   |
| Херсонська область        | 56              | 1,95 %                  |
| Хмельницька область       | 23              | 0,8 %                   |
| Черкаська область         | 71              | 2,48 %                  |
| Чернівецька область       | 17              | 0,59 %                  |
| Чернігівська область      | 21              | 0,73 %                  |
| Київ                      | 194             | 6,76 %                  |
| Севастополь               | 62              | 2,16 %                  |
| Україна                   | 2868            | 100 %                   |

Після окупації Криму Росією у 2014 році російська окупаційна влада вдалася до маніпуляцій на темі прав національних меншин, зокрема, й кримських естонців. За переписом населення 2014 року, проведеним російською окупаційною владою, у Криму проживало 308 естонців (-49,7 % у порівнянні з переписом 2001 року).

## Відомі естонці в Україні

Меморіальна дошка Яну Ряппо на фасаді Харківського національного педагогічного університету імені Григорія Сковороди

### Естонці за національністю
- Амандус Генріх Адамсон (1855—1929), естонський скульптор та художник.
- Едуард Вільде (1865—1933), естонський письменник і драматург[10].
- Юган Лейнберґ («пророк Мальцвет», 1812—1885), естонський релігійний діяч, засновник власного лютеранського руху.
- Яніка Мерило (нар. 1979), громадська діячка, ІТ-фахівець, державний службовець в Україні.
- Ян Ряппо (1880—1958), радянський діяч і педагог, співтворець системи народної освіти УРСР, народний комісар легкої промисловості УСРР.

### Естонського походження
- Микола Азаров (нар. 1947), український політичний і державний діяч, Прем'єр-міністр України.
- Сергій Євський (?—?), військовик-льотчик Української Держави та УГА, сотник[26][10].